# توم موران
توم موران هو لاعب كرة القدم الكندية كندي، ولد في 16 أغسطس 1932 في هاميلتون في كندا.

## وصلات خارجية
- توم موران على موقع JustSportsStats.com (الإنجليزية)